# Дворкин, Борис Григорьевич
Борис Григорьевич Дворкин (род. 4 октября 1958, Ленинград) — режиссёр неигрового кино. Член Союза кинематографистов России. Член Гильдии неигрового кино. Член Евраазийской академии телевидения и радиовещания (ЕАТР), Художественный руководитель «Студия Камена». Автор и продюсер проекта «Неизвестные герои Севера».

## Биография

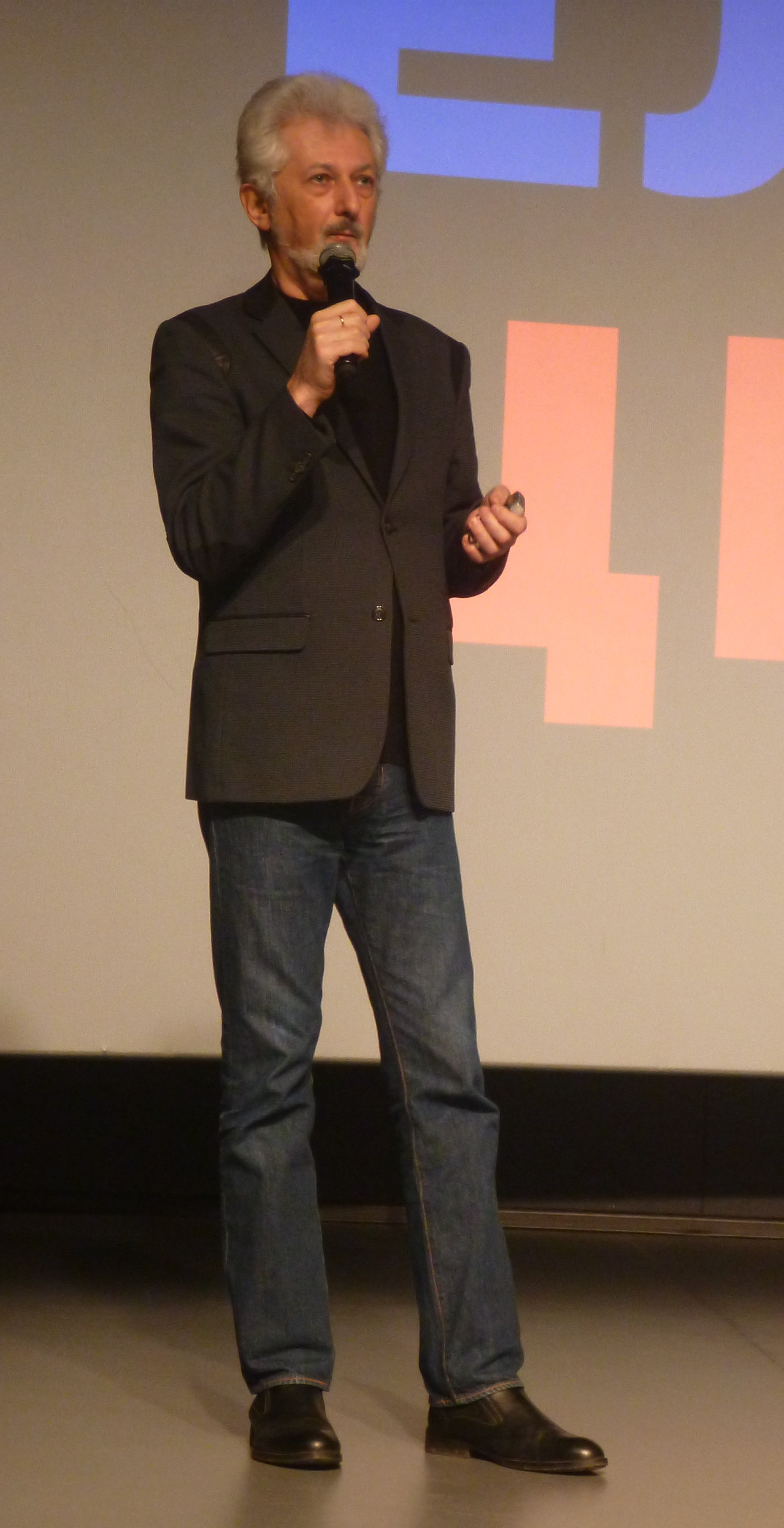
Борис Дворкин в Ельцин-центре, 29 ноября 2020 года

- В 1980 году окончил Ленинградское мореходное училище ММФ по специальности «радиотехник».
- С 1981 по 1984 год работал начальником радиостанции на судах Ленинградской базы рефрижераторного флота.
- С 1984 по 1986 год работал на Ленинградском радиотелецентре видеоинженером.
- С 1986 года живёт в Москве.
- В 1987—1989 гг. в качестве внештатного автора сотрудничал с Главной редакцией телерадиопрограмм для Москвы и Московской области Гостелерадио СССР. В 1989 году был автором и режиссёром передачи «Московская старина».
- В 1988—1990 гг слушатель Курсов режиссёров документальных программ при Всесоюзном Государственном институте повышения квалификации работников Гостелерадио СССР. Мастерская А.Торстенсена и О.Корвякова.
- С 1989 по 2002 год работал на студии «Союзрекламфильм» в качестве оператора, режиссёра, продюсера.
- В 2000—2002 гг слушатель Высших курсов сценаристов и режиссёров. Мастера — Леонид Абрамович Гуревич и Андрей Николаевич Герасимов.
- С 2002 года в качестве кинорежиссёра сотрудничает с различными киностудиями «Позитив-фильм», «Школа-студия документального кино», «Риск», «Кварт», «Киностудия 55» и др.
- В 2003—2005 — режиссёр и исполнительный продюсер цикла док.фильмов Провинциальные музеи России (Студия Позитив-фильм. Художественный руководитель — Народная артистка РФ Алла Сурикова).
- В 2008 году принял участие в телеигре Своя игра, где победил в одной игре.

Автор и режиссёр цикла научно-популярных фильмов социальной направленности по проблемам, связанным с девиантным поведением подростков. «Право на жизнь» — по проблеме профилактики наркомании, «ВИЧ. Знать, чтобы жить» — по проблеме ВИЧ/СПИД, «Алкоголь. Признать виновным» — по проблеме алкоголизма. На основе этих фильмов разработаны и реализуются программы профилактики среди молодежи — Антинаркотический проект «Право на жизнь», реализуемый при помощи Федеральной службы по контролю за оборотом наркотиков, «Молодежь выбирает жизнь. Присоединяйся» — реализуемый при поддержке партии «Единая Россия».
Участник и дипломант российских и зарубежных кинофестивалей
- 2012—2018 года руководитель видеостудии «Акварель» при Московской государственной академии акварели и изящных искусств Сергея Андрияки
- С 2013 года художественный руководитель студии «Камена-фильм»
- С 2018 года автор и продюсер проекта «Неизвестные герои Севера», который реализуется при поддержке Фонда президентских грантов

## Фильмография

### Режиссёрские работы
- 2000 — Малевич. Возвращение в Ничто[1] —
- 2002 — Над озером седым
- 2003 — Право на жизнь —
- 2003 — Килька Балтийская пряного посола —
- 2004 — Казаки из деревни Париж —
- 2005 — Тагильская история —
- 2005 — ВИЧ. Знать, чтобы жить —
- 2005 — Обитаемый остров —
- 2005 — Канал герцога Вюртембергского —
- 2006 — Вокзал для 32-х —
- 2006 — Сын человеческий по книге отца Александра Меня —
- 2007 — Эпитафия (Epitaph) документальный фильм о Д. Д. Шостаковиче-
- 2008 — Беременная Россия —
- 2008 — Поэт и время. Анна Ахматова. н/поп.фильм об А.Ахматовой —
- 2008 — НЯМА н/популярный фильм о Н. Я. Мясковском —
- 2009 — Быть … капитаном —
- 2009 — Алкоголь. Признать виновным
- 2009 — Матора (монологи о камне) —
- 2009 — Сказка про крепость в краю, где разводят скот —
- 2010 — В ожидании Чехова —
- 2011 — Достоевский. Capriccios Документальный фильм о доме-музее Ф. М. Достоевского в г. Страя Русса —
- 2011 — Ленин. Цена власти —
- 2012 — Следы на мокром песке —
- 2012 — Куда Макар телят … —
- 2013 — Австрия. Цена освобождения —
- 2014 — К юбилею Кирилло-Белозерского музея —
- 2014 — Розовский. Гамлет. Монологи —
- 2015 — История Банка России —
- 2016 — Аркадий Пластов. Человек земли —
- 2016 — Подписи на советских червонцах
- 2017 — Боровск. Параллельный город
- 2017 — Зебра —
- 2018 — Белое безмолвие —
- 2018 — Дорога длиною в тысячу ли… Документальный фильм о мастере фарфоровых миниатюр Андрее Борисовиче Черкасове —
- 2019 — Теремок —
- 2020 — Ледяные облака —
- 2020 — ЭОН-3.Секретная экспедиция —
- 2020 — Бухта Тихая —
- 2021 — Василий Бурханов. Полярный адмирал
- 2021 — Солёный лёд
- 2022 — Дневник «белой вороны»